# Liste der Kulturdenkmale in der Gmina Stegna
In der Liste der Kulturdenkmale in der Gmina Stegna sind Kulturdenkmale der Landgemeinde Stegna (deutsch Steegen) im Powiat Nowodworski (Tiegenhof) in Polen aufgeführt. Grundlage ist die Denkmalliste der Woiwodschaft Pommern (Stand: 31. März 2016).
Die folgende Liste umfasst bisher Einzeldenkmale und keine Parks oder Gärten.
Diese Liste ist Gegenstand von Erweiterungen und durch Anklicken der Pfeilsymbole sortierbar.
| Bezeichnung            | Ort Lage              | Beschreibung | Bauzeit            | Bild                        |
| ---------------------- | --------------------- | --- | ------------------ | --------------------------- |
| Kirche N. Serca Jezusa | Stegna Steegen        | Ehemals evangelisch, Fachwerkkirche von 1683; bemalte Decke, Orgel auf Empore, Kanzel Taufbecken mit Schnitzwerk | 1681–1683, 19. Jh. | Kirche in Stegna            |
| Pfarrhaus              | Stegna Steegen        | Eineinhalbgeschossiger Bau aus der 1. Hälfte des 19. Jahrhunderts                                                | 19. Jh.            | Pfarrhaus in Stegna         |
| Haus, Gdanska 66       | Stegna Steegen        | Wohnhaus | –                  |                             |
| Bauernhof, Cisewo 6    | Stegna Steegen        | Wohnhaus, Kuhstall und Scheune                                                                                   | –                  |                             |
| Zugbrücke              | Stobiec Stobbendorf   | Technisches Denkmal, Straßenbrücke über die Tuja (Tiege)                                                         | 1934               |                             |
| Denkmalzone            | Żuławki Fürstenwerder | Ländliche Ortsanlage von Żuławki                                                                                 | 14.–19. Jh.        |                             |
| Friedhofskapelle       | Żuławki Fürstenwerder | Kapelle, Friedhof, 2 Tore, alter Baumbestand                                                                     | 1840, 1919         | Friedhofskapelle in Żuławki |